# Coen de Koning (zeiler)
Coen de Koning (Hoorn, 5 april 1983) is een Nederlands catamaranzeiler.
De Koning zeilt sinds 2013 met Mandy Mulder in de Nacra 17 en op dit onderdeel nam het duo deel aan de Olympische Zomerspelen 2016.